# Mistrovství Evropy v zápasu ve volném stylu 1973
Mistrovství Evropy v zápasu ve volném stylu mužů proběhl v Lausanne (Švýcarsko).   

## Muži
| Kategorie | Zlato               | Stříbro            | Bronz               |
| --------- | ------------------- | ------------------ | ------------------- |
| 48 kg     | Chasan Isajev       | Rafik Gadžijev     | Tadeusz Kudelski    |
| 52 kg     | Arsen Alachverdijev | Ali Rıza Alan      | Henrik Gál          |
| 57 kg     | Kirkor Leonov       | László Klinga      | Rain Dobordzhekidze |
| 62 kg     | Ivan Jankov         | Zagalav Abdulbekov | Vehbi Akdağ         |
| 68 kg     | Nasrula Nasrulayev  | Stefan Stoikov     | Ali Şahin           |
| 74 kg     | Adolf Seger         | Viktor Zilberman   | Frank Birke         |
| 82 kg     | Vasili Siulzhin     | Hayri Polat        | Benno Paulitz       |
| 90 kg     | Piotr Surikov       | Horst Stottmeister | Dimo Kostov         |
| 100 kg    | Vladimir Guliutkin  | József Csatári     | Harald Büttner      |
| +100 kg   | Nodar Modebadze     | Alaettin Yıldırım  | Boyan Boev          |